# Мюллер, Герман (естествоиспытатель)
Герман Мюллер (нем. Hermann Müller, 23 сентября 1829, Мюльберг, Драй-Глайхен, Гота, Тюрингия, Германия — 25 августа 1883, Прато-алло-Стельвио, Больцано, Трентино — Альто-Адидже, Италия) — немецкий естествоиспытатель.

## Биография
Занимался изучением безглазых жуков в пещерах Крайны, мхов в Вестфалии, альпийской флоры и т. д.
Всеобщее внимание обратили на себя его «Befruchtung der Blumen durch Insekten» (Лейпциг,1873) и «Alpenblumen, ihre Befruchtung durch Insekten» (Лейпциг, 1881) и «Weitere Beobachtungen über Befruchtung der Blumen durch Insekten» (Берлин, 1879—1882).

## Разное
Состоял в переписке с Дарвином. Собрал важные доказательства в пользу его (Дарвина) теории эволюции.